# Neil Maclean
Neil Maclean (1875 - 12 septembre 1953) est un socialiste écossais et un membre du Parti travailliste indépendant, puis du Parti travailliste, député de Govan.

## Biographie
Maclean est le premier secrétaire du Parti travailliste socialiste, mais est exclu en 1908. Alors membre du Parti travailliste indépendant (ILP), Maclean travaille en étroite collaboration avec d'autres socialistes de la région de Glasgow, dans le cadre du mouvement Red Clydeside. Comme beaucoup d'autres Red Clydesiders, il est objecteur de conscience pendant la Première Guerre mondiale. Il influence Manny Shinwell. Permanent de la Scottish Co-operative Wholesale Society, lors des élections générales de 1918, Maclean est élu à la Chambre des communes pour représenter Govan à Glasgow. Lorsque plusieurs de ses camarades ILP Clydesiders quittent le Parti travailliste, Maclean reste député travailliste, s'associant pendant un temps au Parti socialiste écossais.
Maclean se retire du Parlement en 1950, n'ayant pas obtenu de nouvelle investitute. On lui a offert un siège à la Chambre des Lords, mais il refuse en raison de ses principes socialistes. Il est nommé CBE.